# Jens Michow

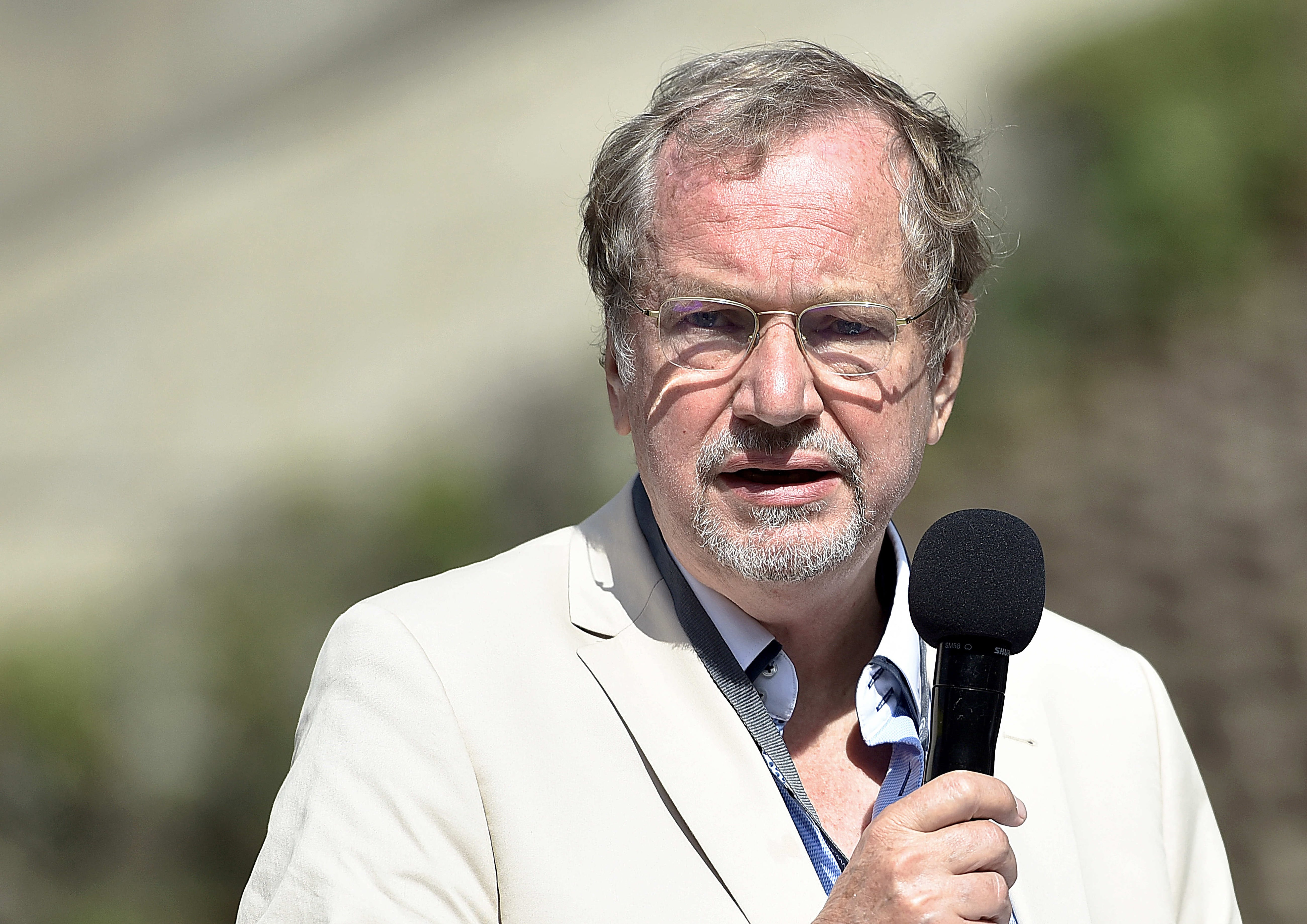
Jens Michow, 2022

Jens Michow (* 16. August 1950 in Lübeck) ist ein deutscher Jurist, Fachbuchautor und ehemaliger Verbandspräsident des Bundesverbands der Konzert- und Veranstaltungswirtschaft; 2013 veröffentlichte er zusammen mit Johannes Ulbricht beim Verlag C. H. Beck ein Handbuch zum Veranstaltungsrecht, von dem im September 2024 die zweite Auflage erschien.

## Leben
Nach dem Abitur 1969 am Ostsee-Gymnasium Timmendorfer Strand studierte Jens Michow Rechtswissenschaft an der Universität Hamburg. 1974 brach er zunächst das Studium ab und gründete eine Künstleragentur. In der Folge arbeitete Michow als Manager und Agent für Künstler (unter anderem Fats Domino, Gloria Gaynor und Gheorghe Zamfir), später als Tourneeveranstalter und Inhaber eines der ersten deutschen Independent-Labels. Er verkaufte die Agentur 2015 an den Künstlermanager Uwe Kanthak, der sie seitdem unter dem Namen Michow Concerts Entertainment GmbH fortführt.
Im Jahr 1984 nahm Michow erneut sein Studium der Rechtswissenschaft an der Universität Hamburg auf und schloss es 1990 mit dem Zweiten Juristischen Staatsexamen ab. 1992 ließ er sich als Rechtsanwalt in Hamburg nieder.
1985 gründete Michow den Interessenverband deutscher Künstlervermittler (später Interessenverband deutscher Konzertveranstalter und Künstlervermittler), der 2010 in Bundesverband der Veranstaltungswirtschaft (bdv) e.V. umbenannt wurde und nach einer 2019 erfolgten Fusion mit dem Verband der deutschen Konzertdirektionen (VDKD) heute als Bundesverband der Konzert. und Veranstaltungswirtschaft (BDKV) e.V. die wirtschaftlichen Interessen von rund 450 Unternehmen der Veranstaltungsbranche repräsentiert. Von der Gründung der Verbandes an war Michow dessen Präsident und Geschäftsführer. 1999–2001 wirkte Michow als Sachverständiger des Bundes an der Erarbeitung der Ausbildungsordnung zum Veranstaltungskaufmann/zur Veranstaltungskauffrau mit. Während der Corona-Pandemie hat Michow als Lobbyist für die Veranstaltungsbranche unter anderem die sogenannte Gutscheinregelung durchgesetzt und hat maßgeblich an der Gestaltung des Förderprogramms für Konzert- und Tourneeveranstalter von Neustart Kultur und des Sonderfonds für Kulturveranstaltungen mitgearbeitet. Zum 31. Dezember 2022 beendete Michow nach 37 Jahren seine Funktion als geschäftsführender Präsident des Verbandes.

Als Vizepräsident des Deutschen Musikrats trug Michow zwischen 2003 und August 2004 zur Schaffung grundlegend neuer rechtlicher Strukturen des größten Kulturverbands in Deutschland bei. 2006 initiierte Jens Michow den Branchenpreis Live Entertainment Award. Er war seitdem Geschäftsführer und Produzent des LEA – Live Entertainment Award Committee e. V. (LEA e.V.) sowie der LEA – Live Entertainment Award Veranstaltungs GmbH (LEA GmbH). Der Live-Entertainment-Award wurde seit 2006 fünfzehn Mal an Konzertveranstalter und Künstler verliehen.

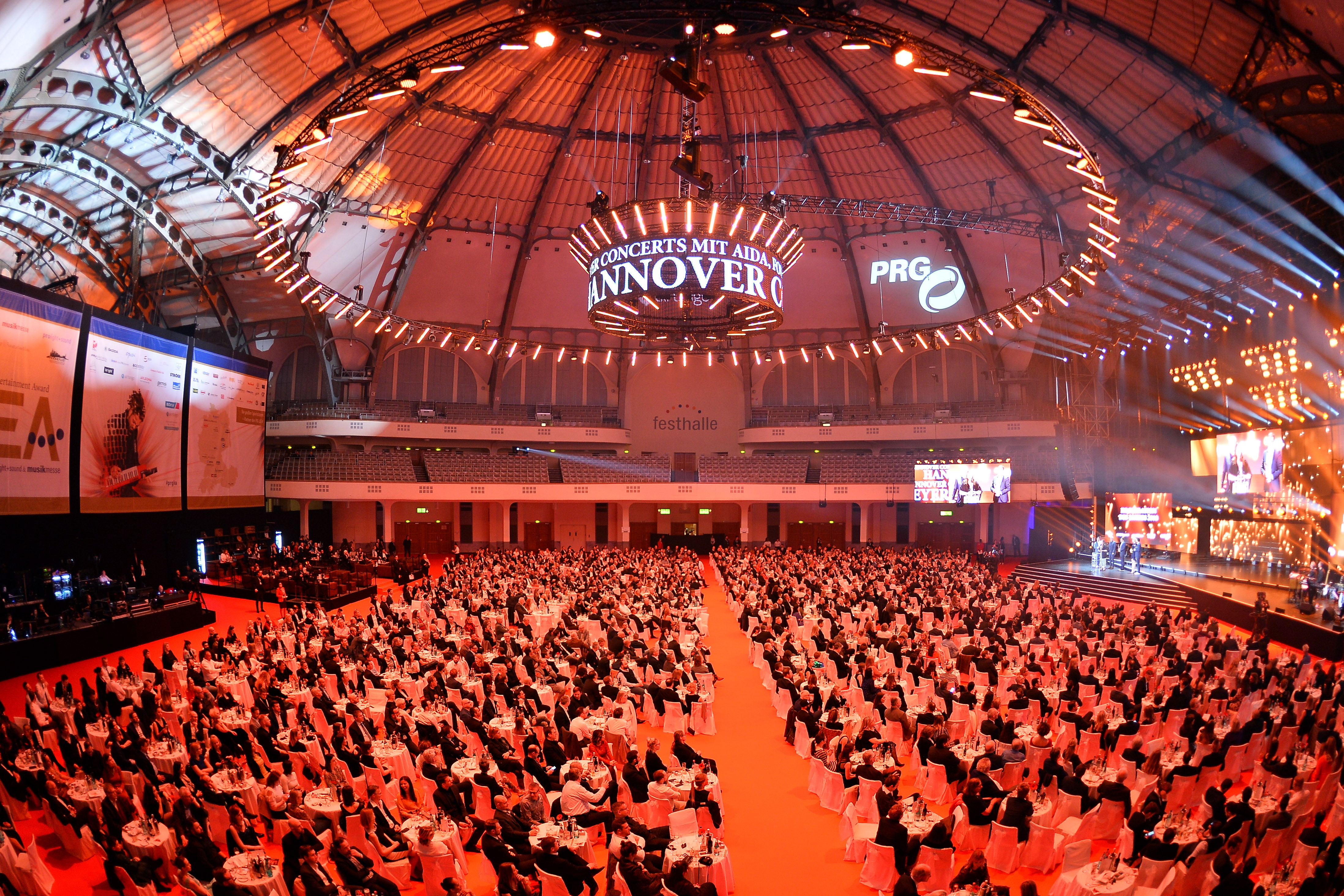
Schauplatz der LEA-Verleihung 2019: Die Festhalle in Frankfurt am Main.

Unter anderem zusammen mit dem italienischen Veranstalterverband Assomusica wirkte Michow an der Gründung des europäischen Dachverbands European Live Music Association (ELMA) mit, der seinen Sitz in Brüssel hatte. Michow war seitdem Vizepräsident des Verbands.
2013 veröffentlichte Jens Michow zusammen mit Johannes Ulbricht ein grundlegendes Handbuch zum Veranstaltungsrecht, erschienen 2013 bei C. H. Beck (2. Auflage September 2024), das seitdem als Standardwerk zu diesem Thema gilt. Es erhielt unter anderem in der Neuen Juristischen Wochenschrift von Rechtsanwalt und Notar Peter Raue, in der Zeitschrift für Urheber- und Medienrecht von Rechtsanwalt Stefan Ernst, in der Fachzeitschrift MusikWoche von Manfred Gillig-Degrave und in der Zeitschrift Archiv für Urheber- und Medienrecht UFITA von GVL-Geschäftsführer Tilo Gerlach positive Rezensionen. Seit der Beendigung seiner Arbeit als geschäftsführender BDKV-Präsident  ist Michow ausschließlich als Rechtsanwalt, Geschäftsführer des LEA e.V. und Produzent des LEA tätig.

## Lehrtätigkeit
Jens Michow war von 1990 bis 2002 Dozent im Studiengang Kulturmanagement an der Hamburger Hochschule für Musik und Theater. Von 2010 bis 2020 war er Lehrbeauftragter der Hochschule für Musik und Theater München und wurde vom Freistaat Bayern im Juli 2013 zum Honorarprofessor ernannt. Er war Gastdozent an der Popakademie Baden-Württemberg (2005 bis 2010) und der Deutschen AnwaltAkademie (2006 bis 2009). Von 2017 bis 2022 war er Dozent und Kuratoriumsmitglied der Live Entertainment Summer School, einem Projekt der Interessengemeinschaft Hamburger Musikwirtschaft (IHM) und des Bundesverbands der Veranstaltungswirtschaft (bdv).

## Mitgliedschaften
Von 1995 bis September 2024 war Jens Michow Mitglied im Beirat der Künstlersozialkasse. Seit ihrer Gründung 2008 war Michow bis 2022 Aufsichtsratsmitglied der Initiative Musik gGmbH, der zentralen Fördereinrichtung der Bundesregierung und der Musikbranche für die deutsche Musikwirtschaft. Während der Corona-Krise war Michow Mitgründer der Branchenallianzen Forum Musikwirtschaft, Forum Veranstaltungswirtschaft und K3D.

## Ehrungen
Am 22. Juni 2022 wurde Jens Michow für seine Verdienste um die deutsche Live-Entertainment-Branche von der Jury des Live Entertainment Awards ein Ehren-LEA verliehen.

## Veröffentlichungen
- mit Johannes Ulbricht: Veranstaltungsrecht – Recht der Konzert- und Unterhaltungsveranstaltungen. C. H. Beck, München 2013, 2. Auflage 2024, ISBN 978-3-406-65191-5.
- Der Steuerabzug bei beschränkt Steuerpflichtigen Künstlern und Produktionsgesellschaften. In: Kultur & Recht: Praxisorientiertes Rechtshandbuch für Künstler- und Kulturmanager. Loseblattausgabe. Raabe Verlag, 2002, ISBN 3-8183-0503-X. (Neuausgabe 2004)
- Vertragsgestaltungen von Veranstaltungs- und Künstlerbetreuungsverträgen. In: Rolf Moser, Andreas Scheuermann (Hrsg.): Handbuch der Musikwirtschaft. Josef Keller Verlag, 2003, ISBN 3-7808-0188-4, S. 1257 ff.
- Künstlersozialabgabe und ‚Ausländersteuer’. In: Rolf Moser, Andreas Scheuermann (Hrsg.): Handbuch der Musikwirtschaft. Josef Keller Verlag, 2003, ISBN 3-7808-0188-4, S. 490 ff.
- Künstlersozialversicherung	– Ein Erfolgsmodell vor dem Kollaps? In: Moser, Scheuermann, Drücke (Hrsg.) Handbuch	der Musikwirtschaft. 2018 Verlag C.H.Beck, ISBN 978-3-406-72028-4
- Veranstaltungs- und Künstlervermittlungsverträge, In: Moser, Scheuermann, Drücke (Hrsg.) Handbuch	der Musikwirtschaft. 2018 Verlag C.H.Beck, ISBN 978-3-406-72028-4
- Die Künstlersozialabgabe bei der Verwertung künstlerischer Darbietungen. In: Kultur & Recht: Praxisorientiertes Rechtshandbuch für Künstler- und Kulturmanager. Loseblattausgabe. Raabe Verlag, 2002, ISBN 3-8183-0503-X. (Neuausgabe 2004)
- Das Zustandekommen von Verträgen in der Veranstaltungsbranche, Leistungsstörungen bei Veranstaltungsverträgen. Recht der Allgemeinen Geschäftsbedingungen. In: Kultur & Recht: Praxisorientiertes Rechtshandbuch für Künstler- und Kulturmanager. Loseblattausgabe. Raabe Verlag, 2002, Neuausgabe 2004, ISBN 3-8183-0503-X.
- Das Recht der Veranstaltungsbranche – die Verträge der Künstler, Veranstalter, Agenten und Gastspieldirektionen. In: Kultur & Recht: Praxisorientiertes Rechtshandbuch für Künstler- und Kulturmanager. Loseblattausgabe. Raabe Verlag, 2002, ISBN 3-8183-0503-X. (Neuausgabe 2004)
- The special Legal and practical Aspects of the Live Performance Industry in Germany. In: Arend Jan van der Marel, Louise Nemschoff: Business and Legal Aspects of Live Concerts and Touring. Maklu, 1998, ISBN 90-6715-016-9.
- Der Steuerabzug bei beschränkt Steuerpflichtigen – Fakten und Hintergründe der aktuellen Situation bei der Besteuerung ausländischer Künstler und Produktionsgesellschaften. In: Marcel Schulze: Leitfaden zum Urheberrecht des Künstlers. Hermann Luchterhand Verlag, 1991, ISBN 3-472-02558-1.